# Claude A. Swanson
Pour les articles homonymes, voir Swanson.
Claude Auguste Swanson, né le 31 mars 1862 à Swansonville (Virginie) et mort le 7 juillet 1939 dans le parc national de Shenandoah (Virginie), est un homme politique américain. Membre du Parti démocrate, il est représentant de Virginie entre 1893 et 1906, gouverneur du même État entre 1906 et 1910, sénateur du même État entre 1910 et 1933 puis secrétaire à la Marine entre 1933 et 1939 dans l'administration du président Franklin Delano Roosevelt. 